# 劉伯輝
劉伯輝（？—？），號皖春，直隸安慶府懷寧縣人，明朝政治人物。

## 生平
萬曆七年（1579年）己卯科應天鄉試舉人。萬曆二十年（1592年），登壬辰科第三甲第一百三十四名舉人，通政司觀政，十二月授江西上饒知縣，二十四年仕至漳州府通判，本年降一级用，卒。

## 家族
曾祖劉乘忠；祖父劉淳，壽官；父劉雲從，徵仕郎。